# Шемьи-заде, Айдын Эшрефович
Айды́н Эшре́фович Шемьи́-заде́, псевдоним Айдын Шем (крымскотат. Aydın Eşref oğlu Şemi-zade, Айдын Эшреф огълу Шемьи-заде, 1 сентября 1933, Симферополь — 17 октября 2020, Москва) — крымскотатарский культурный деятель и писатель, доктор физико-математических наук.

## Биография
Родился в семье писателя Эшрефа Шемьи-заде и художницы Сайде Боданинской. Вместе с семьёй был депортирован в Узбекистан в 1944 году.
В 1953 году окончил среднюю школу в городе Янгиюль, в 1958 году — физико-математический факультет Среднеазиатского государственного университета (САГУ). Работал в Ташкентском медицинском институте, на физическом факультете САГУ. Занимался физикой космических лучей и физикой Солнца.
С 1968 года жил и работал в Москве. Доктор физико-математических наук.
Издал трилогию «Нити судеб человеческих» («Голубые мустанги», «Красная ртуть», «Золотая печать»), сборник стихов и рассказов «Крымские хроники», книгу посвященную событиям в Крыму начала XX века «Высший этап национально-освободительной борьбы крымскотатарского народа», книгу «Большая ложь о крымских татарах как информационное сопровождение репрессий против народа». Лауреат литературного конкурса «Открытая Евразия» (2019).
В 2019 году награждён знаком «За заслуги перед крымскотатарским народом».
Умер 17 октября 2020 года. Похоронен в Крыму, на кладбище «Абдал» в Симферополе.